# Jacques de Vaucanson
Jacques de Vaucanson (24. února 1709 Grenoble, Francie – 21. listopadu 1782 Paříž, Francie) byl francouzský inženýr a vynálezce.
Narodil se ve Francouzském Grenoblu v roce 1709 jako Jacques Vaucanson, částici 'de' do jeho jména přidala Francouzská akademie věd. Byl synem výrobce rukaviček, vyrůstal v chudobě, chtěl se stát hodinářem. Od chirurga Le Cata získal znalosti o anatomii. Tyto následně využil při sestrojení mechanických zařízení napodobujících vitální funkce jako je cirkulace, respirace a trávení.
Svůj první automat sestavil v roce 1737, byl to hráč na flétnu. V témže roce představil i další automaty, například hráče na tamburínu. Jak se později vyjádřil, brzy ho tyto jeho výtvory začaly nudit a v roce 1743 je odprodal. Automaty se nedochovaly, byly zničeny během francouzské revoluce.
Jeho vynálezy upoutaly pozornost Fridricha II. Velikého, který ho chtěl mít ve svých službách. Vaucanson to však odmítl a přál si sloužit i nadále své zemi.
Stal se inspektorem manufaktury na hedvábí, do funkce ho jmenoval Kardniál Fleury. V té době tento průmysl ve Francii zaostával za anglickým a skotským. Vaucanson prosazoval změny a automatizaci. V roce 1745 vytvořil první kompletně automatizované krosny. Některé jeho vynálezy obsahovaly první praktickou aplikaci děrných štítků. Jeho vynálezy se však nesetkávaly s pochopením pracovníků v továrnách na hedvábí a byly ve velké míře ignorovány.
V roce 1746 se stal členem Akademie věd. Zemřel v Paříži v roce 1782.